# WebM
WebM（ウェブエム）は、Googleが開発しているオープンでロイヤリティフリーな動画のコンテナフォーマット。ウェブに親和的なオープンなフォーマットであると共に、軽量さと高品質を両立することを目標としている。
姉妹プロジェクトとして技術を応用した静止画フォーマットのWebPも開発されている。

## 形式
映像コーデックにVP8・VP9・AV1、音声コーデックにVorbis・Opus、メディアコンテナとしてMatroskaのサブセットを採用している。ファイルの拡張子は「.webm」。

## 採用
ウェブブラウザではMozilla Firefox 4以降、Opera 10.60以降、Google Chrome 6以降、Safari 14以降が標準対応している。Internet Explorer 9もVP8コーデックがインストールされることで対応可能である。なおGoogleはSafariとInternet Explorer 9向けにWebMプラグインを提供すると発表した。
GoogleはすべてのYouTube動画をWebMに変換することを発表している。

### メディアプレーヤーとコーデック
当初は多くのメディアプレーヤーがWebMをサポートしていた：
- VLCメディアプレーヤー
- MPlayer
- Kマルチメディアプレーヤー
- ジェリバー・メディア・センター
- Movaviビデオ

FFmpegは、libvpxライブラリでビルドされた場合、VP8/WebMをエンコードおよびデコードできる。2010年7月23日、FFmpeg開発者はffvp8デコーダーを発表した。
MPC-HCはSVN 2071ビルドで、FFmpegコードに基づいた内部VP8デコーダーでWebMをサポートした。
ビデオ・コーデックは通常、オーディオ・コーデックと連動し、ビデオとオーディオのデータをコンテナ化されたフォーマットにまとめる。WebMはインターネットでのメディア伝送に最適化されている。
しかし、圧縮されたファイルであっても、特にストリーミングでは容量が大きすぎる場合がある。このような場合、専用のプログラムを使用することで、ビデオのサイズをさらに縮小し、プラットフォームやデバイスの特定の要件に適合させることができる。

#### WebMツール
MKVToolNixは、Matroskaを扱うための一般的なツールで、WebMの多重化と多重解除をサポートしている。またHaali Media SplitterもWebMをサポートしている。
Blenderは2019年7月30日にリリースされたバージョン2.80からWebMに対応した。LiVESビデオエディター（バージョン1.49) はFFmpegライブラリを使用したWebMデコードとエンコードをサポートする。
AndroidではAndroid 2.3 GingerbreadからWebMのサポート、Android 4.0 Ice Cream SandwichからWebMストリーミングのサポートが追加された。
ソニーのPlayStation 5は1080pと2160pのWebMビデオキャプチャに対応する。
ChromeOSでは、画面録画はデフォルトでWebM形式で保存される。

## 経緯
GoogleがWebM規格をオープン化したのは、HTML5に組み込まれる動画要素で、標準フォーマットの地位を目指すためであるとされる。従来から存在するフォーマットとしては、Theoraはオープンソースで無料だが品質面で難があるとされ、H.264は高品質ではあるものの利用には特許料が発生する難点があり、結果として各ウェブブラウザの対応状況はバラバラで、今後の普及に課題が残っていた。WebMではこれらの課題の克服を目指し、フォーマットが分裂している現状の解決を試みている。
このように良いとこ取りに見える WebM だが、VP8 は MPEG LA が管理する特許に抵触している可能性を指摘され、その普及の妨げとなっていたが、2013年3月7日に MPEG LA と契約成立。
しかし2010年8月に MPEG LA が H.264 をインターネット上の無料動画配信を行う場合に限りライセンス料を課さないことを発表するなど、WebM がその目的通りにWeb上の標準フォーマットになるためには乗り越えるべき障壁がまだある。
YouTubeのためにVP9は高精細度ビデオ(HD)に対応し、4K解像度を目標とし、より使いやすいものに改良されてきた。
2016年中頃に当時開発中だったVP10はDaalaやThorと共にAV1（AOMedia Video 1）へと統合された。

## 特許
VP8 の特許問題については VP8 を参照。